# Дагаси

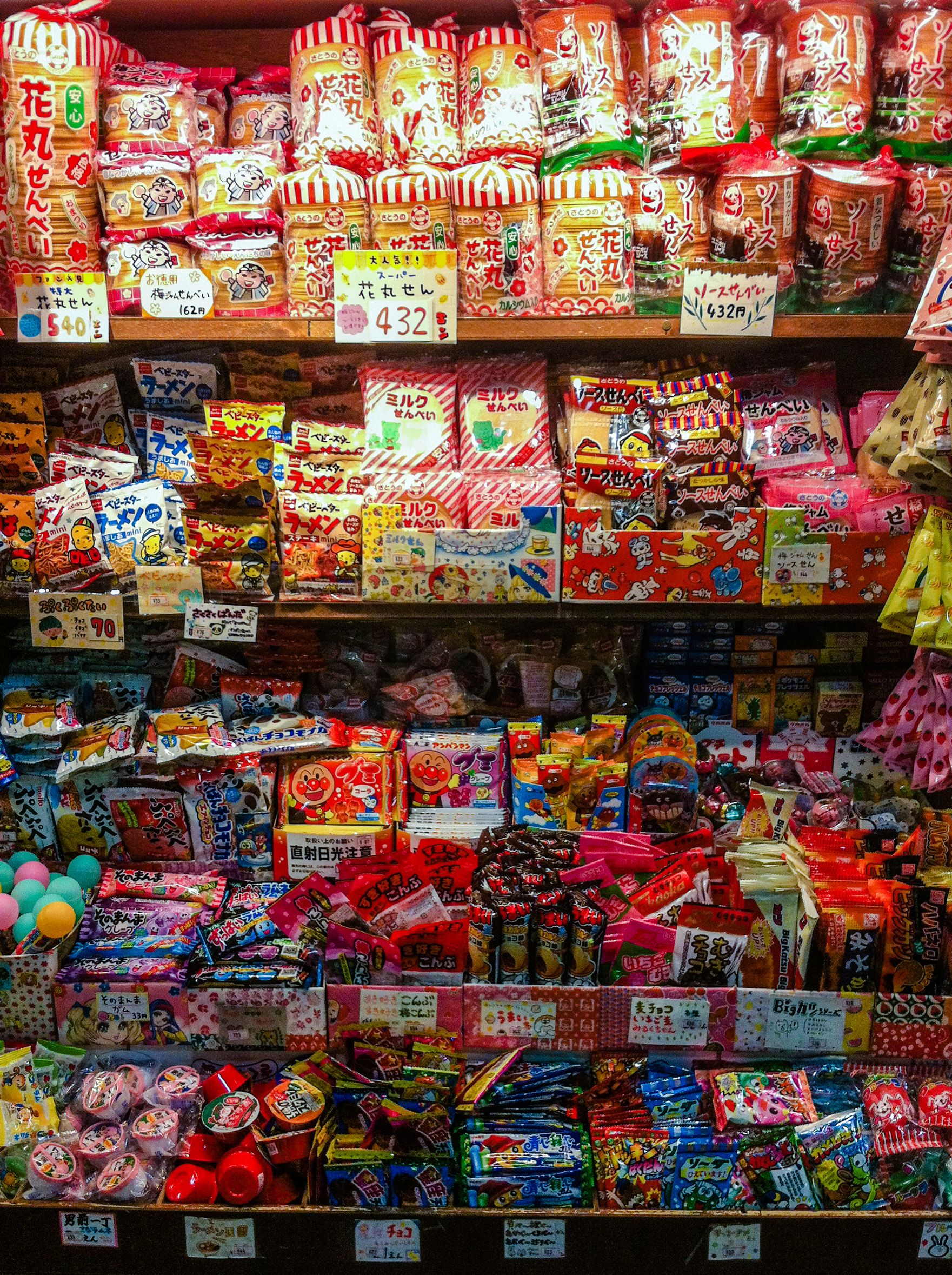
Внутри дагасия — магазина, продающего дагаси.

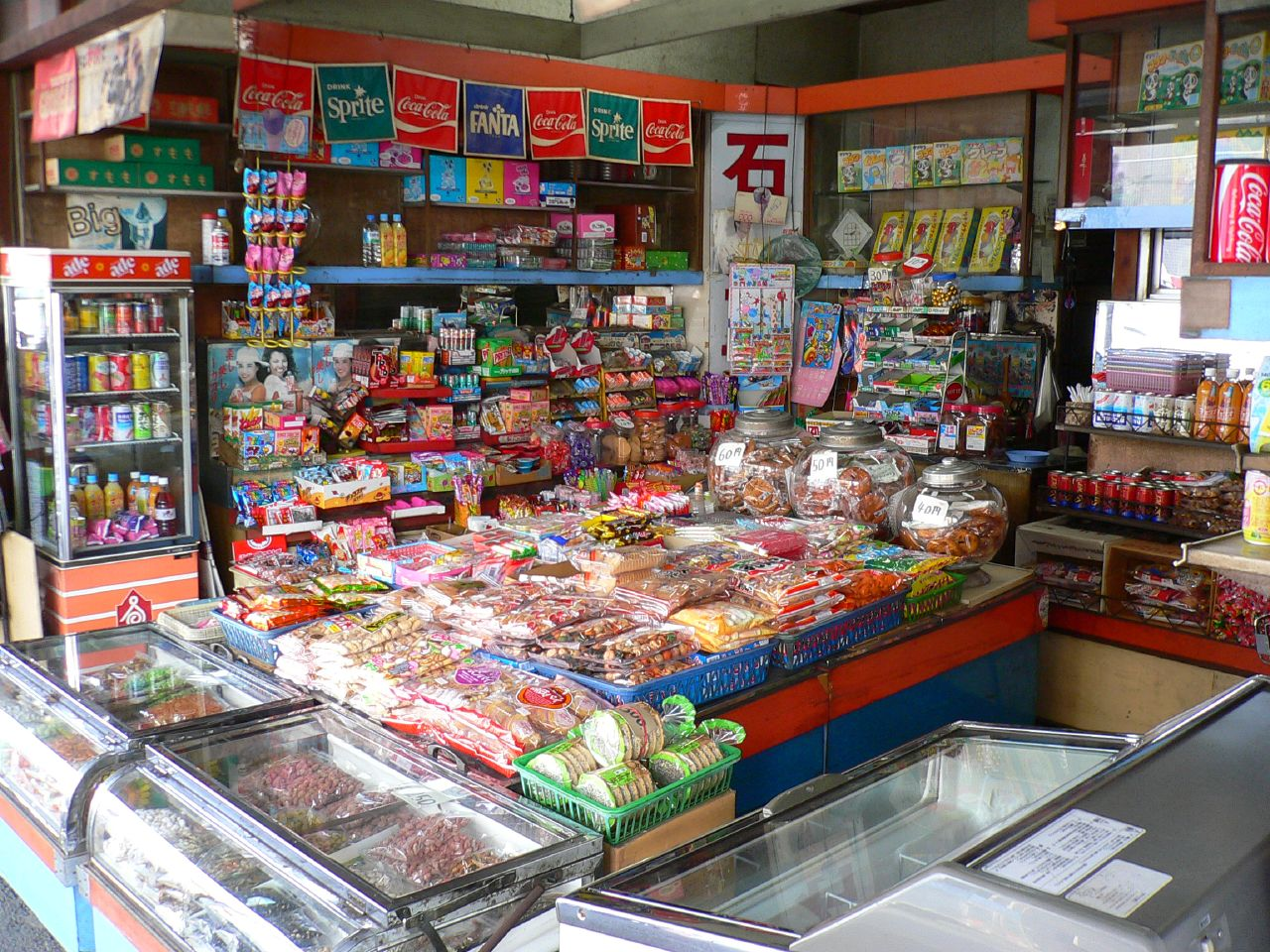
Дагасия в Иокогаме

Дагаси (яп. 駄菓子, «да» — несерьёзный, незначительный + «каси» — снэк) — собирательное название недорогих конфет и снэков в Японии, которые, как правило, стоят 5-10 иен. Дагаси можно сравнить с американскими пенни-конфетами. Благодаря низкой цене и весёлой упаковке, дагаси привлекают детей, которые могут себе их позволить с карманных денег. Большинство дагаси имеют яркие обёртки в детском стиле и иногда идут с небольшой игрушкой или призом. Игрушки — это зачастую небольшие фигурки, а распространённый приз — возможность получить вторую бесплатную дагаси. Дагаси раньше продавались в магазинах, специализирующихся на их продаже, которые известны как «дагасия» (яп. 駄菓子屋), но сейчас всё чаще также продаются и в супермаркетах.

## История

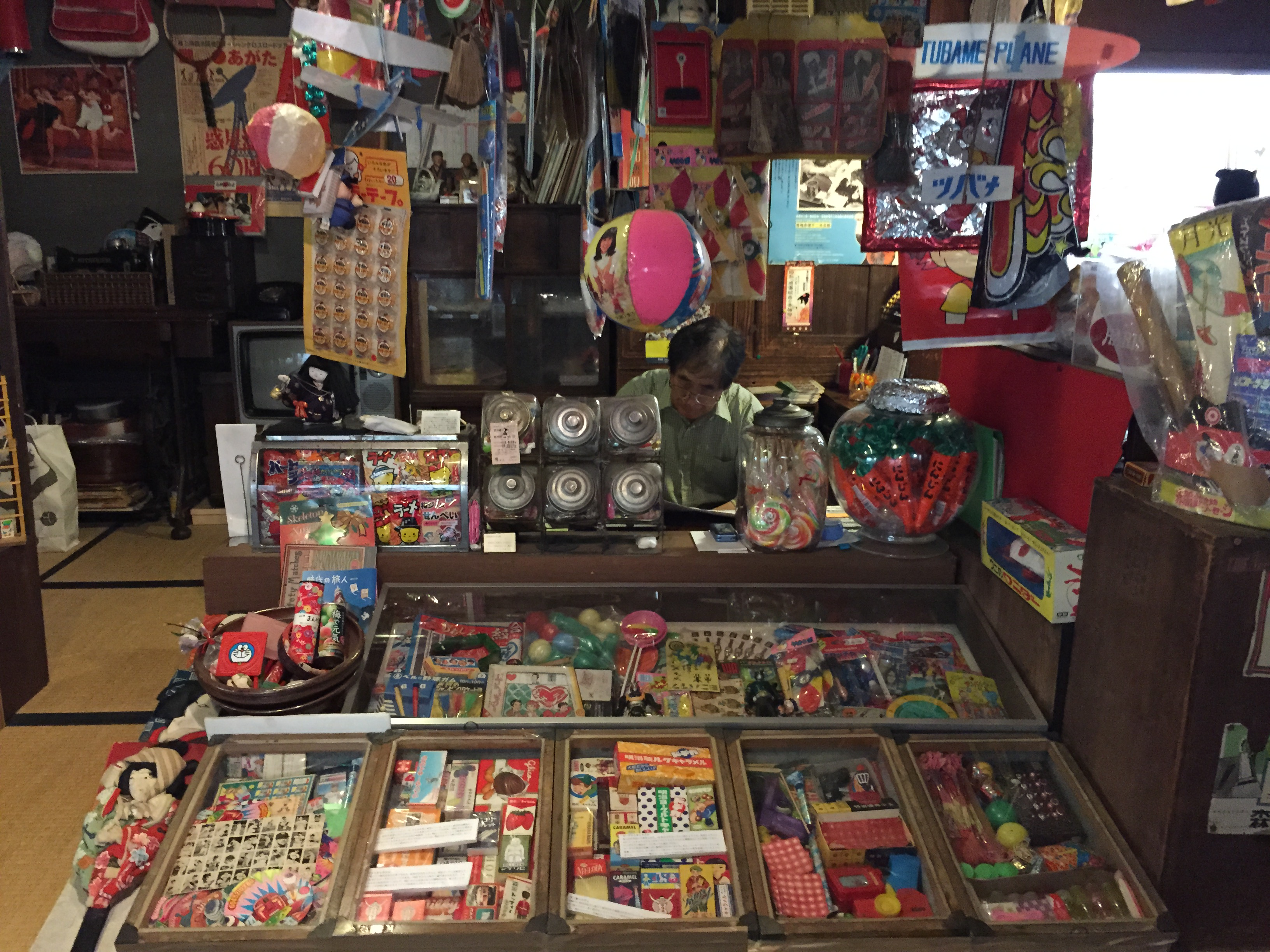
Воссоздание дагасии в Музее им. Акасуки Фудзио Кайкана (Музей ретро-упаковки из эпохи Сева, 1926-1989)

Современные типы дагаси были созданы после Второй Мировой войны, но сами дагаси были известны ещё с периода Эдо (1603—1868), хотя регион их происхождения неизвестен. Самый распространённый тип дагаси делали из крахмала или зерна, а дорогие и высокого качества «дзёгаси» делали из белого сахара. Пик популярности современных дагаси в Японии пришёлся на период с 1950-х до начала 1980-х, когда магазины дагасия были достаточно распространены и собирали младших школьников после школы. В начале-середине 1980-х магазины дагасия стали исчезать: либо они перестали специализироваться только на дагаси, либо их вытеснили супермаркеты. В 2016 году дагаси всё ещё можно купить в редких дагасия или заказать онлайн. На культурных выставках в Японии (особенно для школ) иногда можно встретить отделы, посвящённые дагаси и дагасия.

## Дагасия
Дагасия — традиционные магазины, которые специализируются на продаже дагаси. Кроме дагаси, они часто продают другие лакомства или маленькие игрушки, иногда в них установлены игровые автоматы. После школы дети часто задерживались в дагасия, чтобы приобрести дешевые снэки, пообщаться друг с другом и владельцами магазинов. Хотя супермаркеты вытеснили дагасия, они ещё встречаются в Японии, существует около 50 дагасия в Токийском районе.

## Типы

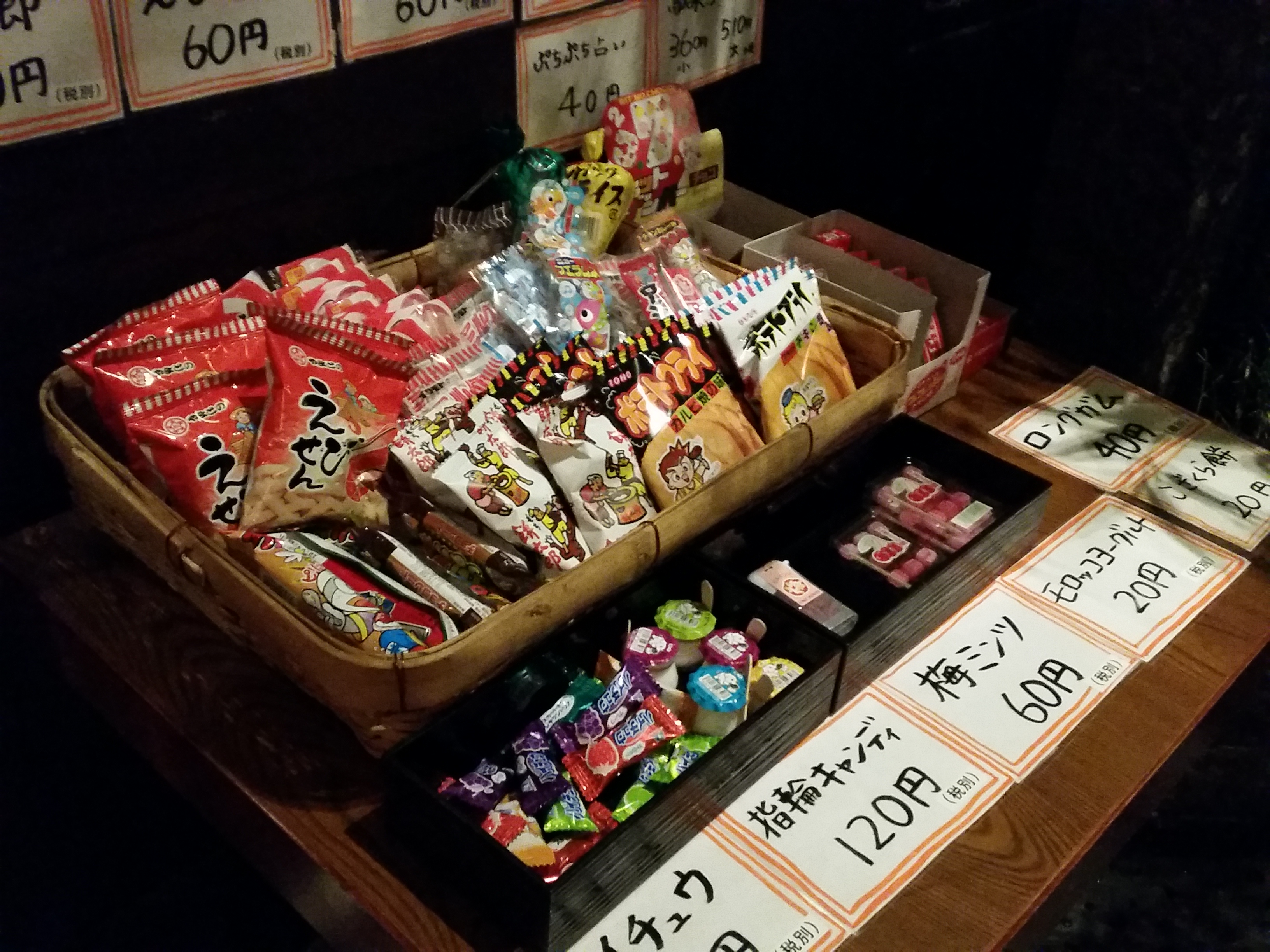
Ассортимент дагаси

Разновидности дагаси включают: твёрдые конфеты, жвачки, небольшие шоколадки, пирожные и некоторые видов выпечки, например пончики. В дагаси входят не только конфеты, но и снэки, такие как порошковые соки, специи, снэки из картофеля и кукурузы, небольшие чашки с рамэном, рисовые крекеры со вкусом кальмара, консервированные фрукты. Дагаси считаются нездоровой и низкокачественной пищей, в них часто содержится большое количество искусственных ароматизаторов и консервантов.

### Список дагаси
(Этот список не является исчерпывающим)
- Карамель в форме игральной кости (бумажная обёртка)
- Умайбо[англ.] или Умай-боу (снэки, похожие на Cheetos, имеют 36 вариантов вкуса[3])
- Тирол (шоколад в форме кубика, бумажная обёртка)
- Фугаси (длинные хлебные палочки, покрытые коричневым сахаром)
- Умэ Джем (маринованные сливы в кислом красном соусе.)

## В популярной культуре
С распространением супермаркетов и ростом достатка молодого поколения, число традиционных дагасия стремительно сокращается. Но дагаси и дагасия смогли привлечь к себе больше внимания японской поп-культуры с выходом аниме «Dagashi Kashi» (Магазинчик сладостей). В этом аниме показаны несколько самых популярных дагаси, а также некоторые менее известные виды.

## Примеры

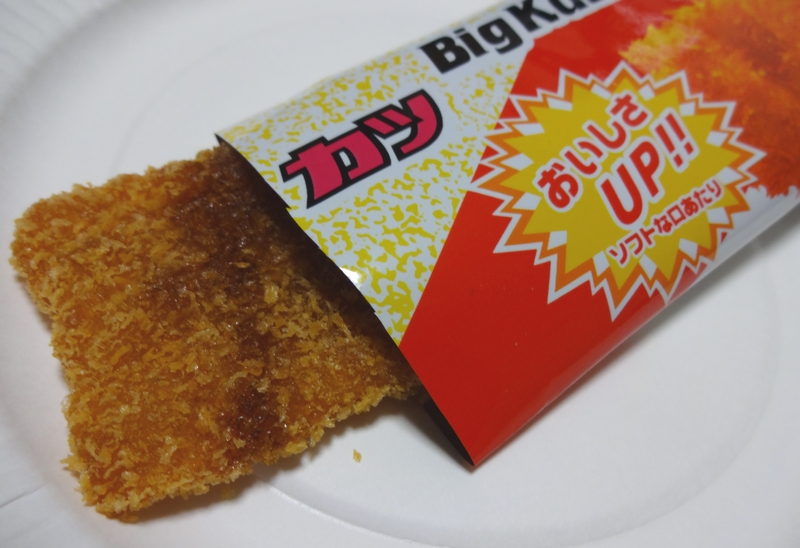
Биг Кацу
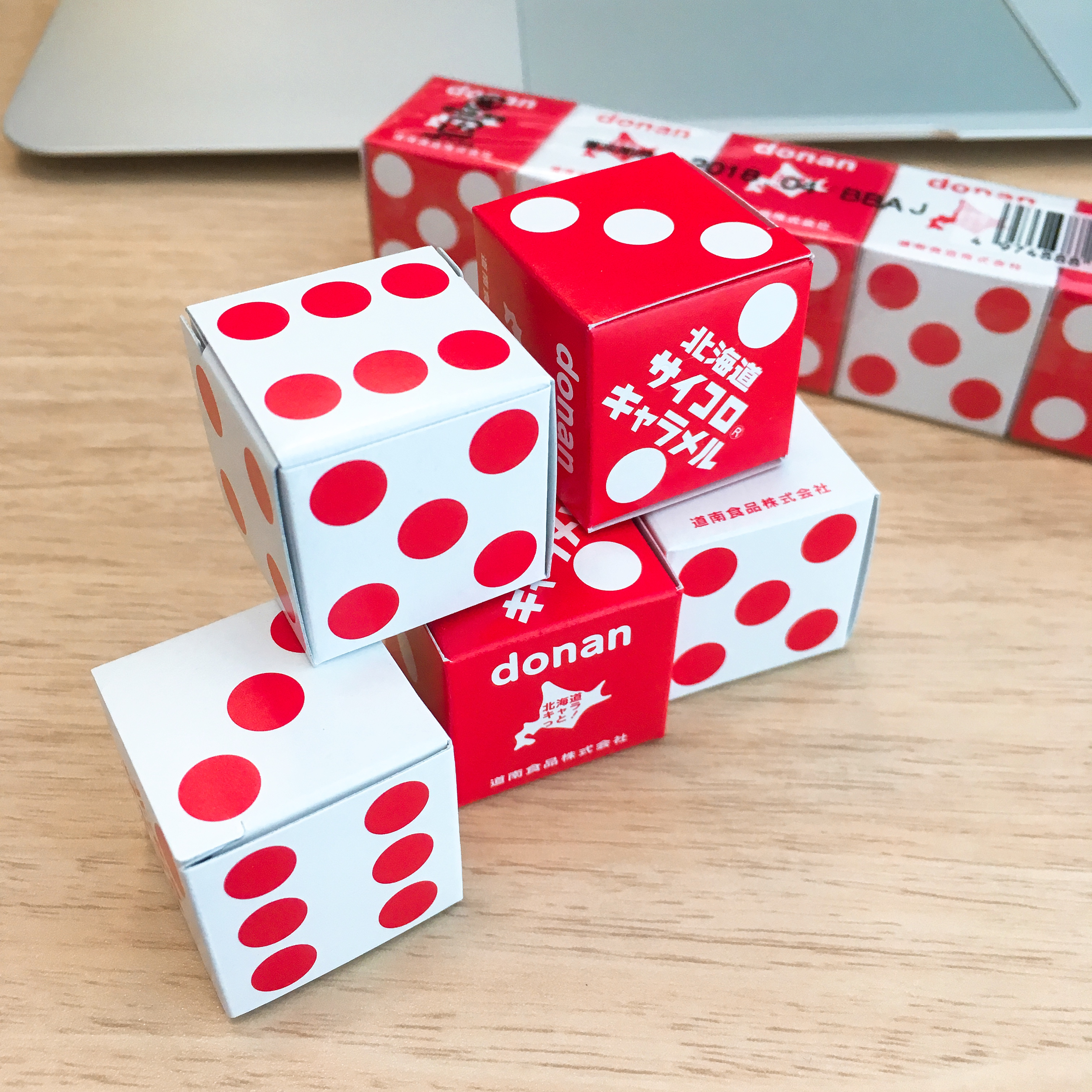
Карамель в виде костей
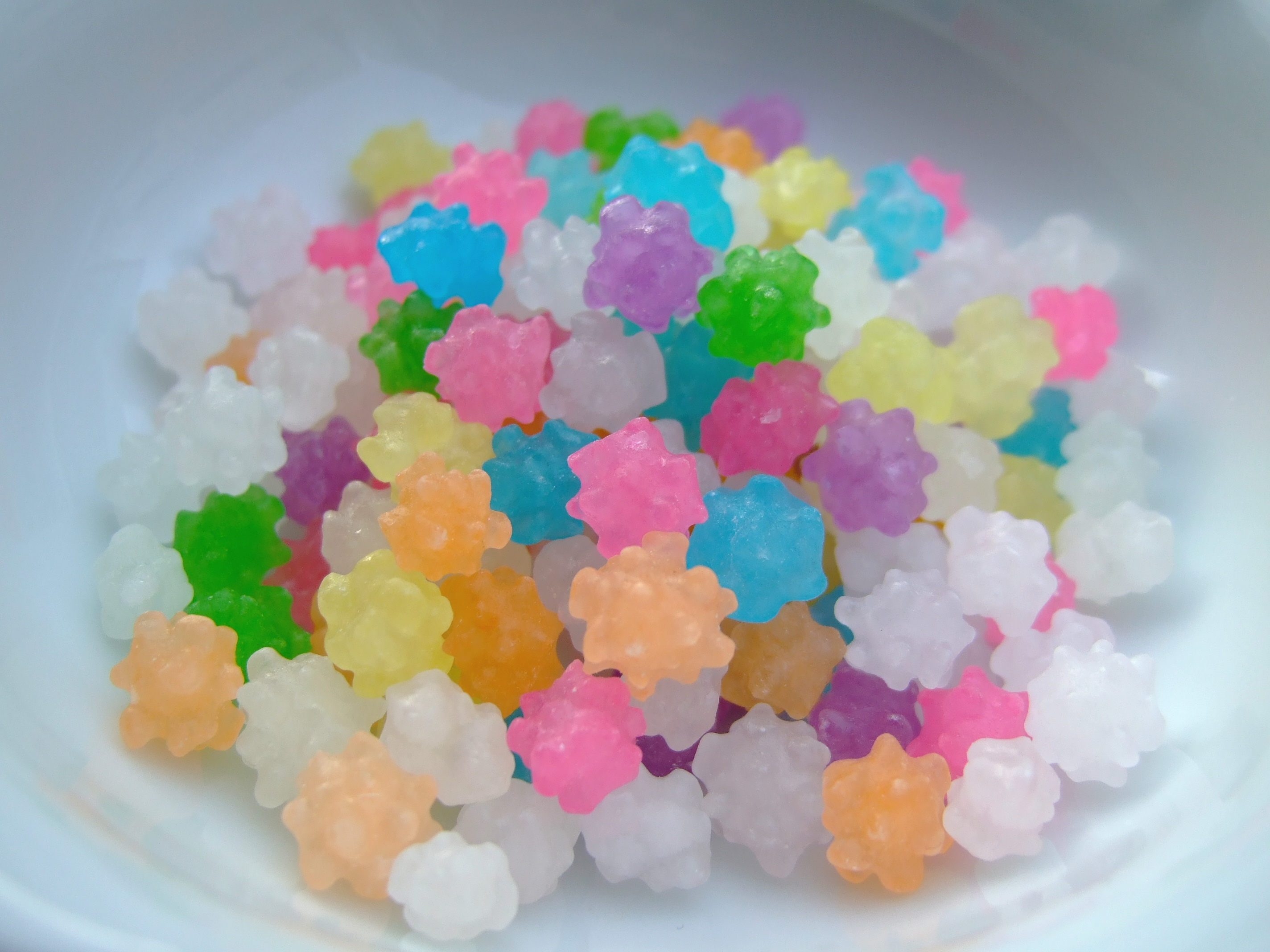
Компэйто
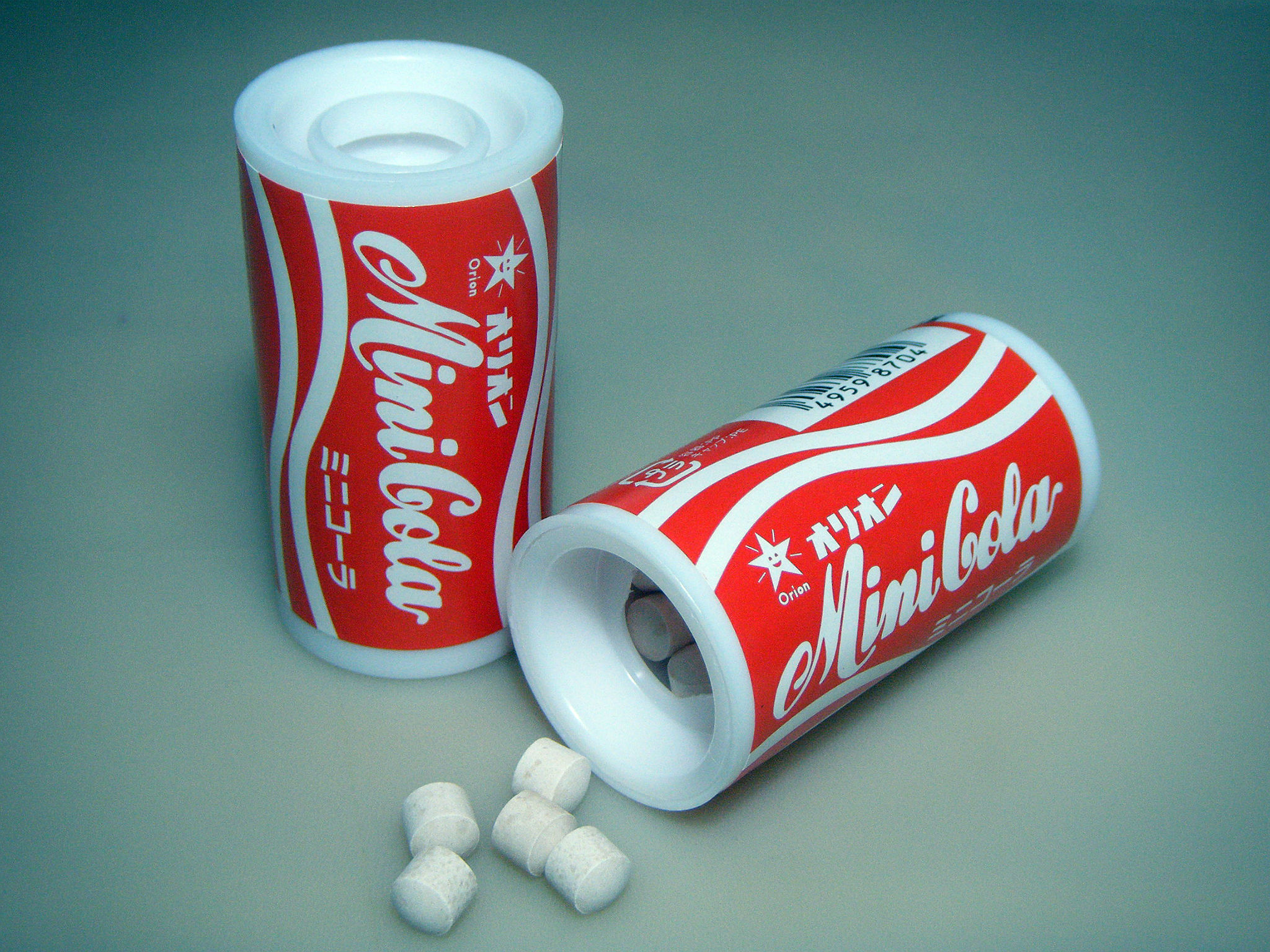
Орион Мини Кола
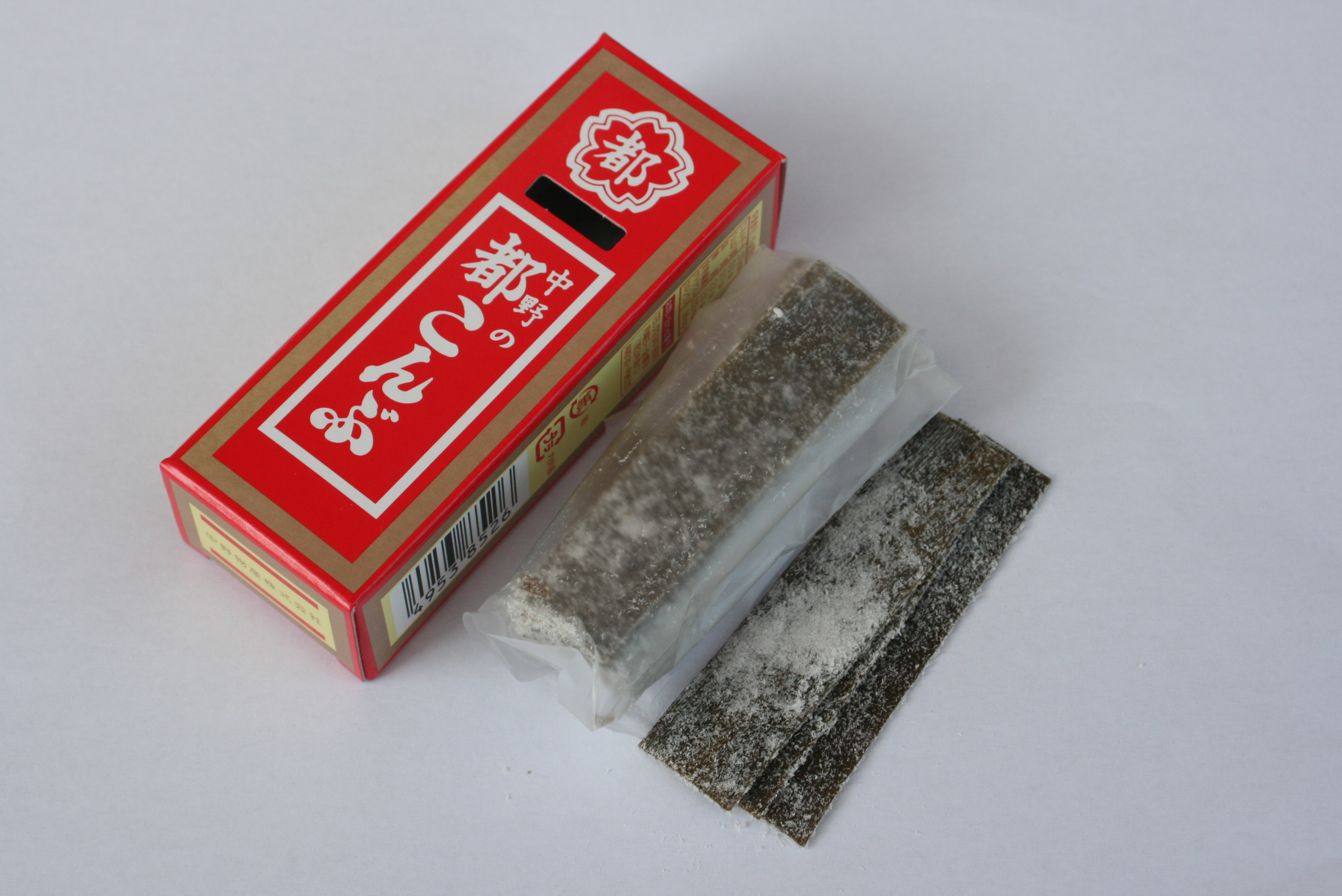
Мияко Комбу, вид комбу